# Schalkwijkerpoort
De Schalkwijkerpoort was een stadspoort in de Nederlandse stad Haarlem. De poort stond aan de oostelijke oever van het Spaarne bij de toegangsweg vanuit het ambacht Schalkwijk. Deze poort werd soms ook wel de Antoniepoort genoemd, naar het destijds nabij gelegen Sint Antoniegasthuis.
Er zijn twee soorten afbeeldingen van de Schalkwijkerpoort bekend. Een reeks afbeeldingen van een oude poort die reeds in 1420 werd genoemd en afbeeldingen die een poort laten zien die iets voor 1633 was vernieuwd.

## Geschiedenis

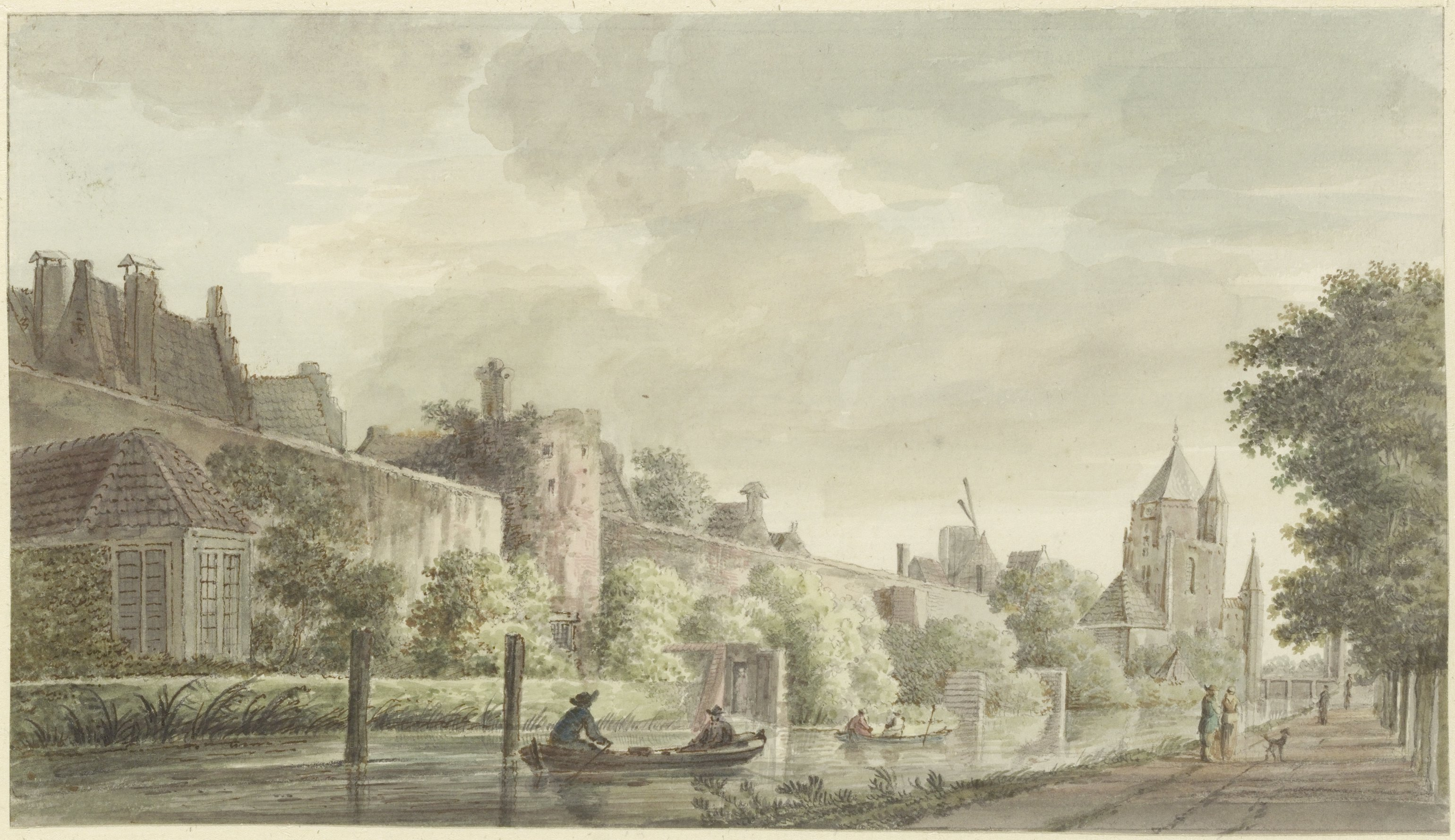
Stadswal tussen de Amsterdamse Poort en de Schalkwijkerpoort, ziende naar het noorden. Aquarel van H.Tavenier, ca.1780

De Schalkwijkerpoort is in het eerste kwart van de 15e eeuw gebouwd, na de aanleg van de stadswijk aan de oostkant van het Spaarne, de Burgwal. Daarmee werd een oudere poort vervangen, die vermoedelijk iets noordelijker gelegen was. Reizigers die vanuit het zuiden kwamen, over de weg langs de oostelijke oever van het Spaarne, of vanuit het oosten, over het pad langs de Zomervaart, passeerden de Schalkwijkerpoort als zij de stad binnenkwamen. Vlak voor de poort, buiten de stad, lag de stadstimmerwerf, waar houten bouwmaterialen voor publieke werken werd opgeslagen.
In 1866 werd de poort gesloopt om de verkeerssituatie te verbeteren.
Door werkzaamheden aan de Schalkwijkerbrug in september 2023 zijn de resten van de fundering van de Schalkwijkerpoort gevonden.

### Tachtig-jarige Oorlog
De Schalkwijkerpoort speelde in het beleg van Haarlem in 1572-1573 een belangrijke rol in de bevoorrading van de stad vanuit het Haarlemmermeer via de Rustenburgervaart. Het was de stadhouder van Holland, Borsu, bekend dat de Schalkwijkerpoort 's nachts open stond. Met deze informatie poogde hij op 20 juli 1572 een inval op Haarlem. De stad had toen al de kant van de Prins van Oranje gekozen. 
De Schout, Hans Colterman, achterdochtig geworden over de kwaliteit van de bewaking van de poorten, nadat hij een edelman aan de Zijlpoort na 10 uur 's avonds had binnengelaten, liep langs alle poorten en ontdekte dat de Schalkwijkerpoort tussen 12 uur en 1 uur 's nachts open stond. Verder zag hij, vanuit de Schalkwijkerpoort, in de verte de troepen van Borsu aankomen. Terstond werd de poort gesloten en de ophaalbrug opgehaald. Borsu, ziend dat zijn inval tijdig was ontdekt, trok zich terug.

## Beschrijving
De Schalkwijkerpoort bestond uit twee massieve torens die aan de stadszijde een trapgevel hadden, daartussen lag de hoofdpoort. Daarvóór, aan de landzijde, lag een voorpoort met twee kleinere torens, vergelijkbaar met de Amsterdamse poort. Een stenen brug met drie pijlers en een ophaalbrug overspande de stadsgracht. De torens van de voorpoort zijn omstreeks 1600 gesloopt, maar de zijmuren en de onderbouw van de poortdoorgang bleven bewaard. Het gewelf onder de voorpoort stond ooit in verbinding met de gracht, maar raakte met grond gevuld door landaanwas langs de stadsmuur.
Amsterdamse Poort · Schalkwijkerpoort · Eendjespoort · Kleine Houtpoort · Grote Houtpoort · Raampoort · Raakstorens · Zijlpoort · Kruispoort · Janspoort · Nieuwpoort / Kennemerpoort · Catrijnenpoort · Deymanspoort · Vrouwehek